# Stenopterygia kebeae
Stenopterygia kebeae là một loài bướm đêm trong họ Noctuidae.